# أب سفيداب
أب سفيداب هي قرية في مقاطعة كاشان، إيران. يقدر عدد سكانها بـ 443 نسمة بحسب إحصاء 2016.